# سيف الحجري
د. سيف بن علي الحجري لاعب كرة قدم قطري سابق، وهو من أصول عمانية ، حاصل على شهادة الدكتوراه في الجيولوجيا، شغل في السابق منصب نائب رئيس مجلس أمناء جامعة فرجينيا كومنولث في قطر، ومنصب نائب رئيس مجلس أمناء أكاديمية قطر للقادة، ومنصب رئيس مجلس أمناء أكاديمية قطر، وأستاذ جيولوجيا في جامعة قطر. وهو نائب رئيس مجلس الإدارة بمؤسسة قطر سابقا. مؤسس ورئيس مركز حُماة الطبيعة، ورئيس اللجنة القطرية للرياضة والبيئة.

## التعليم
حصل الدكتور سيف الحجري على البكالوريوس في علم الجيولوجيا وعلوم البحار من جامعة قطر، كما نال شهادة الماجستير ثم الدكتوراه في التخصص نفسه من جامعة كارولاينا الجنوبية بالولايات المتحدة الأمريكية.

## إسهاماته
يُعد الدكتور سيف بن علي الحجري من أبرز الشخصيات القطرية في مجال التنمية البيئية والمجتمعية، حيث كرّس جزءًا كبيرًا من حياته المهنية لخدمة الإنسان والبيئة على حدٍ سواء. وهو رئيس مركز حماة الطبيعة، وقد لعب دورًا محوريًا في تعزيز الوعي البيئي من خلال مشاركته الفعّالة في العديد من المبادرات الوطنية، مثل موسم سيلين وفعاليات رأس بروق، التي هدفت إلى تعزيز السياحة البيئية والحفاظ على المحميات الطبيعية.
تميزت رؤيته بالتكامل بين التنمية المستدامة والمواطنة البيئية، مؤمنًا بأن حماية البيئة لا تنفصل عن تنمية الإنسان وبناء مجتمعات متعلمة. فقد ساهم في دعم مساعي تنمية المجتمع وترسيخ ثقافة التعلم مدى الحياة، من خلال برامج ومشاريع تهدف إلى بناء الوعي البيئي وترسيخ القيم المجتمعية والإنسانية.
كما يُعتبر من المؤسسين البارزين لمؤسسة قطر للتربية والعلوم وتنمية المجتمع، حيث شغل منصب رئيس مجلس الإدارة خلال مرحلة تأسيسها. وفي حوار نُشر في جريدة الراية بتاريخ 10 أبريل 1996، أشار إلى أن المؤسسة بُنيت على ثلاثة مرتكزات أساسية:
1. التربية والتعليم، بدءًا من مرحلة ما قبل المدرسة وحتى التعليم العالي.
2. التطوير العلمي، من خلال دعم البحوث والدراسات الأكاديمية والتطبيقية.
3. تنمية المجتمع، بهدف إطلاق طاقات الإنسان القطري في شتى المجالات.

وأكد الدكتور الحجري أن رؤية المؤسسة تستند إلى فلسفة جوهرها أن أثمن الموارد هو الإنسان، وأن مستقبل الأمة مرهون بإطلاق قدراته وتعزيز كفاءاته. هذه الفلسفة تشكل أساسًا لعمله الدؤوب في مختلف مبادراته ومناصبه، مما جعله من الرواد في مجال التنمية البشرية والبيئية في دولة قطر.

## كأس الخليج 1976
و قد سجل هدف في مرمى منتخب الإمارات لكرة القدم.

## جوائز
حصل سيف الحجري على جوائز مختلفة في حياته المهنية من بينها جائزة "رجل البئة" من السلطان قابوس بن سعيد، سلطان عمان الراحل. كما نال جائزة "الفورد العالمية" عام 2003. وفي عام 2008، حصل على جائزة "التميز الكبرى" في الإعاقة الكبرى تقديرا لاختراعه من أجل مساعدة المكفوفين. وحاز في عام 2015 "وسام الاستحقاق الرئاسي" من رئيس السودان عمر البشير، وجائزة "أفضل خدمة حكومية عبر الهاتف المحموع"، وجائزة "الكفاءة العلمية" من الاتحاد الدولي للمسؤولية المجتمعية.